# 阿尔乔莫夫斯基 (伊尔库茨克州)
阿尔乔莫夫斯基（羅馬化：Artyomovskiy）是俄罗斯伊尔库茨克州的工人村（市级镇），属博代博区，位于勒拿河流域内博代博河畔，在区行政中心博代博及州府伊尔库茨克东北方。
该地2021年人口有1,109人；2010年人口1,539人；2002年人口19,669人。